# Velké Opatovice (stacja kolejowa)
Velké Opatovice – stacja kolejowa w miejscowości Velké Opatovice, w kraju południowomorawskim, w Czechach. Znajduje się na wysokości 262 m n.p.m.
Jest zarządzana przez Správę železnic. Na stacji znajdują się kasy biletowe, na których istnieje możliwość zakupu biletów na wszystkie pociągi w tym międzynarodowe oraz rezerwacji miejsc.

## Linie kolejowe
- 262 Skalice nad Svitavou - Velké Opatovice - Chornice